# 津川俊之
津川 俊之（つがわ としゆき）は、日本の俳優。血液型はB型、身長181cm、体重65kg。
東京都立川市生まれ。早稲田大学卒業。（株）JCPに所属していた。現在高校数学教師。YouTuber

## 人物
『パンツの穴 花柄畑でインプット』（昭和60年4月13日公開・掛札昌裕脚本・小平裕監督・東映）のオーディションの最終選考で審査員特別賞受賞。津川文麿呂役でデビュー。

## 出演

### テレビドラマ
- スケバン刑事II 少女鉄仮面伝説（CX、1986年） - 美智雄 役
- ねらわれた学園（CX、1987年） - 関耕児 役
- グッドモーニング（テレビ朝日、1986年） - MC
- 桃色学園都市宣言「曙橋みすずや学園」(CX、1988年) - 森田 役

### 映画
- パンツの穴 花柄畑でインプット（東映、1985年） - 津川文麿呂 役[2]

### バラエティ番組
- たけしのコマ大数学科（CX、2013年） - 出題者

### ラジオ
- （1985年、ラジオ関東） - ゲスト出演

### 雑誌
- 『男のヘアカタログ』（集英社、1987年）